# Nomura Naokuni

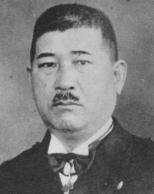
Admiral Nomura Naokuni

Nomura Naokuni (japanisch 野村 直邦; * 15. Mai 1885 in der Präfektur Kagoshima; † 12. Dezember 1973) war ein japanischer Admiral der Kaiserlichen Marine, der unter anderem im Juli 1944 für fünf Tage Marineminister war.

## Leben

### Ausbildung und Verwendungen als Offizier
Nomura Naokuni begann als Seekadett und Teilnehmer des 35. Lehrgangs seine Ausbildung an der Kaiserlich Japanischen Marineakademie (Kaigun Heigakkō). Nachdem er die Ausbildung abgeschlossen hatte, wurde er am 20. November 1907 zum Fähnrich zur See befördert und zunächst auf den Geschützten Kreuzer Itsukushima sowie am 28. Juli 1908 auf den Leichten Kreuzer Kashima versetzt. Dort erhielt er am 25. Dezember 1908 seine Beförderung zum Leutnant zur See (Shōi) und fand danach ab dem 29. April 1909 kurzzeitig Verwendung auf dem Zerstörer Yayoi sowie seit dem 25. Mai 1909 auf dem Zerstörer Kamikaze. Danach wurde er am 16. November 1909 Offizier auf dem Marinestützpunkt Yokosuka und besuchte ab dem 25. Dezember 1909 den Grundkurs der Marineartillerieschule sowie seit dem 20. April 1910 den Grundkurs der Torpedoschule. Nach dessen Beendigung wurde er am 31. Juli 1910 zum Marinestützpunkt Kure versetzt und am 1. September 1910 Offizier auf dem zur Satsuma-Klasse gehörenden Schlachtschiff, auf dem er am 1. Dezember 1910 auch zum Oberleutnant zur See (Chui) befördert wurde. Im Anschluss wurde er am 18. Oktober 1911 Offizier auf dem Ungeschützten Kreuzer Tatsuta, am 11. Dezember 1911 auf dem Kreuzer Chiyoda sowie am 22. Januar 1912 auf dem Kanonenboot Manshu. Nachdem er vom 28. März bis zum 27. September 1912 Verwendung als Offizier im Marinestab wurde er Offizier auf dem Panzerkreuzer Aso. Danach besuchte er ab dem 1. Dezember 1912 den B-Lehrgang der Marinehochschule (Kaigun Daigakkō) sowie seit dem 24. Mai 1913 den Fortgeschrittenenlehrgang der Torpedoschule.
Nach seiner Beförderung zum Kapitänleutnant (Daii) wurde Nomura Naokuni am 1. Dezember 1913 als Offizier wieder zum Zerstörer Yayoi verlegt. Danach wurde er am 18. Februar 1915 Ausrüstungsoffizier beim Marineschiffbaukommando (Kaigun Kansei Honbu) und im Anschluss am 4. April 1915 Offizier auf dem Zerstörer Kashiwa. Am 1. Dezember 1916 übernahm er sein erstes eigenes Schiffskommando, und zwar als Kommandant des zur gleichnamigen Klasse gehörenden Zerstörers Shirakumo. Danach fand er zwischen dem 1. Dezember 1917 und dem 1. Dezember 1918 Verwendung als Offizier im Stab des 2. sowie des 1. Geschwaders und absolvierte daraufhin vom 1. Dezember 1918 und dem 1. Dezember 1920 den A-Lehrgang der Marinehochschule.

### Verwendungen als Stabsoffizier

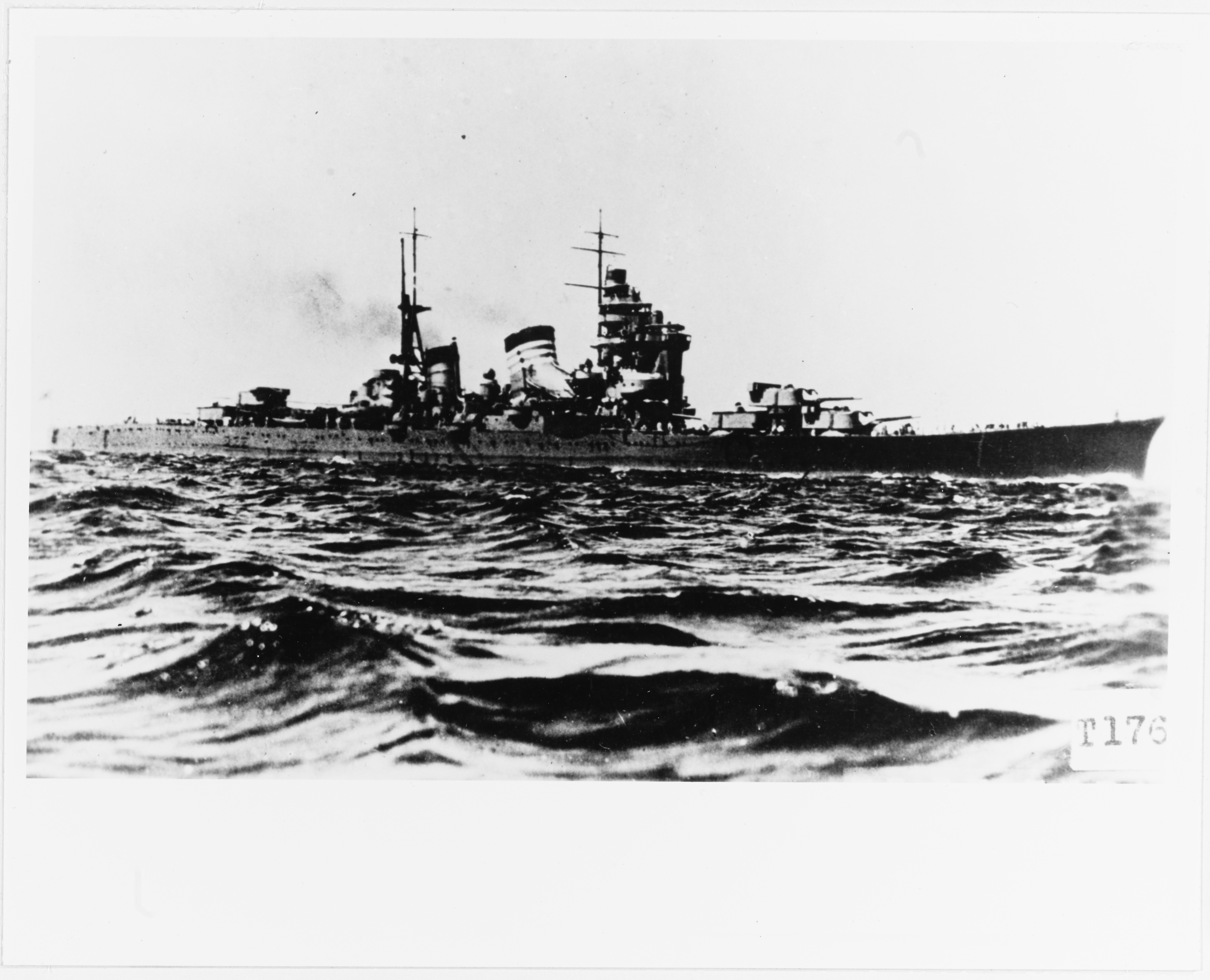
Als Kapitän zur See war Nomura Naokuni zwischen 1931 und 1933 Kommandant des Schweren Kreuzers Haguro

Während dieser Zeit wurde Nomura Naokuni am 1. Dezember 1919 zum Korvettenkapitän (Shōsa) und war vom 1. Dezember 1920 bis zum 26. November 1921 erst Stabsoffizier beim 1. U-Boot-Geschwader. Danach wurde er am 26. November 1921 zum Offizier in den Admiralstab der Marine (Kaigun Gunreibu) versetzt, wechselte aber bereits am 10. Dezember 1920 in den Stab des Marineausbildungskommandos (Kaigun Kyoiku Honbu). Im Anschluss wirkte er vom 10. August 1922 bis zu seiner Abberufung am 25. September 1924 als Marineresident in Deutschland. Er empfing am 1. Dezember 1924 seine Beförderung zum Fregattenkapitän (Chūsa) und übernahm daraufhin vom 15. Januar bis zum 20. Oktober 1925 den Posten als Kommandeur der 16. U-Boot-Einheit. Nach einer Verwendung zwischen dem 20. Oktober 1925 bis zum 15. April 1927 als Offizier im Stab des Marineschiffbaukommando wurde er Begleiter des Gesandten bei der Vorbereitenden Abrüstungskonferenz des Völkerbundes in Genf.
Nach seiner Rückkehr wurde Nomura Naokuni am 10. Oktober 1928 zum Kapitän zur See (Daisa) befördert und übernahm den Posten als Kommandant des U-Boot-Begleitschiff Chōgei. Danach ging er am 1. Mai 1929 abermals nach Deutschland und fungierte dort bis zum 1. Juni 1931 als Marineattaché der Japanischen Gesandtschaft. Zugleich gehörte er ab dem 12. November 1929 zur Delegation des Gesandten bei der Londoner Flottenkonferenz. Nachdem er nach Japan zurückgekehrt war, wurde er am 10. Oktober 1931 Kommandant des Schweren Kreuzers Haguro und danach zwischen dem 24. Februar und dem 20. Oktober 1933 Kommandant des Flugzeugträgers Kaga. Nach einer kurzzeitigen Verwendung als Mitglied des Marinedistrikts Kure wurde er am 15. November 1933 Leiter der U-Boot-Schule.

### Aufstieg zum Admiral und Marineminister
Nach seiner Beförderung zum Konteradmiral (Shōshō) übernahm Nomura Naokuni am 15. November 1934 den Posten als Kommodore des 2. U-Boot-Geschwaders und war danach zwischen dem 15. November 1935 und dem 16. November 1936 Chef des Stabes der Kombinierten Flotte (Rengō Kantai) sowie zugleich Chef des Stabes der 1. Flotte. Am 16. November 1936 wurde er wieder zum Generalstab des Marine versetzt und übernahm dort vom 1. Dezember 1936 bis zum 25. April 1938 den Posten als Chef der Abteilung 3 (Gunreibu Daisan Bu) sowie ab dem 20. November 1937 zugleich als Mitglied der Marineabteilung des Vereinigten Generalstabes. Danach fungierte er zwischen dem 25. April 1938 und dem 26. Oktober 1939 als Marineattaché an der Gesandtschaft in China sowie zugleich als Chef des Sondereinsatzbüros der Marine.
In diesen Verwendung wurde Nomura Naokuni am 15. November 1938 zum Vizeadmiral (Chūjō) befördert und übernahm nach einer kurzen zwischenzeitlichen Verwendung im Generalstab der Marine am 15. November 1939 den Posten als Oberkommandierender der 3. Kombinierten Flotte, den er bis zum 30. September 1940 innehatte. Nach einer neuerlichen Verwendung im Generalstab der Marine sowie im Marineministerium, befand er sich zwischen dem 13. November 1940 und dem 1. März 1943 auf einer Europa-Reise. Am 17. Dezember 1941 hatte er den deutschen Vizeadmiral Kurt Fricke getroffen und mit ihm Marineeinsätze besprochen. Bei einem weiteren Treffen am 27. März 1942 betonte Fricke die Bedeutung des Indischen Ozeans für die Achsenmächte und äußerte den Wunsch, dass die Japaner die nördlichen Routen im Indischen Ozean attackieren. Fricke setzte sich dafür ein, dass die Achsenmächte einen stärkeren Fokus auf Ceylon, die Seychellen und Madagaskar legen sollten. Es sollte ein stärkerer Fokus auf diese Routen als auf Australien gelegt werden. Die Erfolge der Japaner in Südostasien trugen letztlich zu einer Bedrohung der alliierten Versorgungsrouten zwischen Europa, Asien und Afrika bei, woraufhin die Briten letztlich unter anderem durch die Operation Ironclad zwischen dem 5. Mai bis 8. November 1942 mit der Besetzung Madagaskars reagierten.
Am 9. August 1943 wurde er zum Mitglied des Marinerates berufen und war vom 20. Oktober 1943 bis zum 17. Juli 1944 Oberkommandierender des Marinedistrikts Kure. Als solcher erhielt er am 1. März 1944 seine Beförderung zum Admiral (Taisho). Am 17. Juli 1944 übernahm Nomura Naokuni von Admiral Shimada Shigetarō den Posten als Marineminister im Kabinett von Premierminister Tōjō Hideki. Bereits fünf Tage später verlor er dieses Ministeramt am 22. Juli 1944 nach der Bildung eines neuen Kabinetts durch Premierminister Koiso Kuniaki an Admiral Yonai Mitsumasa. Daraufhin wurde am 22. Juli 1944 zunächst erneut Mitglied des Marinerates und war danach zwischen dem 2. August 1944 und dem 1. Mai 1945 Oberkommandierender der Maritimen Geleitflotte (Kaijo Goei Sotai). Zugleich war er vom 2. August bis zum 15. September 1945 in Personalunion auch Oberkommandierender des Marinedistrikts Yokosuka sowie Mitglied des Admiralitätsausschusses. Zuletzt war er zwischen dem 1. Mai und dem 10. Oktober 1945 abermals Mitglied des Marinerates sowie Chefberater des Vereinigten Generalstabes für Schiffbau. Nachdem er sich ab dem 10. Oktober 1945 zunächst in Wartestellung befand, wurde er am 15. Oktober 1945 in den Ruhestand versetzt.

## Einzelnachweis
1. ↑  Leonard Charles Frederick Turner, H. R. Gordon-Cumming, J. E. Betzler (Hrsg.): War in the Southern Oceans: 1939-1945, Oxford University Press, Cape Town 1961, S. 116

| Personendaten    | Personendaten                     |
| ---------------- | --------------------------------- |
| NAME             | Nomura, Naokuni                   |
| ALTERNATIVNAMEN  | 野村直邦 (japanisch)              |
| KURZBESCHREIBUNG | japanischer Admiral und Politiker |
| GEBURTSDATUM     | 15. Mai 1885                      |
| GEBURTSORT       | Präfektur Kagoshima               |
| STERBEDATUM      | 12. Dezember 1973                 |